# یوسف السالم
یوسف السالم (عربی: يوسف منصور السالم؛ زادهٔ ۴ مهٔ ۱۹۸۵ – درگذشتهٔ ١٢ فوریهٔ ٢٠٢٣) بازیکن فوتبال اهل عربستان سعودی بود.
از باشگاه‌هایی که در آن بازی کرده‌است می‌توان به الهلال عربستان، القادسیه عربستان، الشباب عربستان، الاتفاق عربستان اشاره کرد.
یوسف السالم مهاجم سابق باشگاه الهلال و تیم ملی عربستان، در ۳۷ سالگی و به دلیل بیماری درگذشت. 

## تیم ملی
وی همچنین در تیم‌های ملی فوتبال زیر ۲۳ سال عربستان سعودی و بزرگسالان عربستان سعودی بازی کرده‌است.